# مادام ارفع

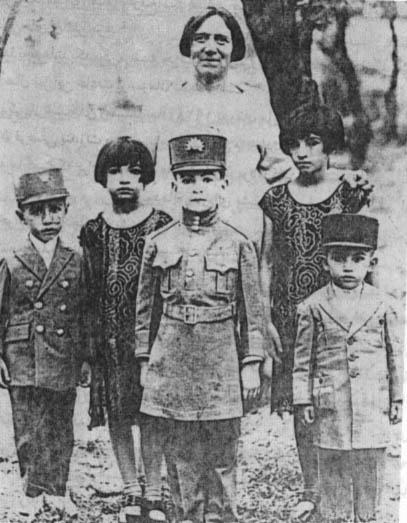
مادام ارفع، ولیعهد و سایر فرزندان رضاشاه

مادام ارفع، معلم و سرپرست دوران کودکی محمدرضا پهلوی (ازسال ۱۳۰۵ تا سال ۱۳۱۰ خورشیدی) بود. نامبرده پیش از ازدواج در استانبول بالرین بود و مورد توجه حاجی حسن خان ارفع، یکی از وابستگان سفارت ایران در استانبول (از اقوام شاهزاده ارفع سفیر) قرار گرفت و با وی ازدواج نمود و به ایران آمد.
با قدرت گرفتن تدریجی رضاخان از فرماندهی بریگاد قزاق به سردارسپهی، او به اهمیت نقش آینده محمدرضا پی برد و در نتیجه به سبک خود به تربیت او همت گماشت. از این رو، مادام ارفع را به استخدام درآورد.
اشرف پهلوی ساعات تدریس وی را بی شباهت به کلاسهای درس واقعی می‌داند و معتقد است که او فقط با سخنانش، دریچه‌ای سحرآمیز و نا آشنا (دنیای غرب) را به روی آنان می‌گشوده‌است و فرزندان شاه را مشتاق غرب می‌کرده‌است. مادام ارفع آموزش‌های آکادمیکی برای محمدرضا ترتیب نداد (احتمالا خودش هم از آن‌ها بی بهره بود) ولی او را با زندگی اروپایی و آداب معاشرت غربی و همچنین زبان فرانسه به خوبی آشنا نمود.
اندرو اسکات کوپر در کتابش به نام سقوط بهشت اینچنین از مادام ارفع شرح میدهد : او به محمدرضا پهلوی بدون خبر رضا شاه ، درس های دموکراسی و آزادیخواهی میداد و همواره به محمدرضا پهلوی یاد آور میشد که یک پادشاه علاوه بر سلطنت کردنش ، میتواند به حرف مردمانش خوب گوش فرا دهد و آزادیخواه باشد و اصل دموکراسی را رعایت کند . محمد رضا پهلوی بسیار تحت تاثیر آموخته های مادام ارفع قرار گرفت.
مادام ارفع، در اداره کردن کاخ ولیعهد، کاملاً مختار بود. او در هفته فقط دو بار به رضاشاه گزارش می‌داد. با این وجود او حق داشت که هرزمان که مایل باشد به دیدن رضاشاه برود و رضاشاه او را تماما قبول داشت.
با آغاز دوران نوجوانی محمدرضا پهلوی و سفر او به سوئیس، مأموریت مادام ارفع خاتمه یافت. او ابتدا به فرانسه رفت و مدتی دو هتل را در آنجا (به کمک دخترش فیروزه) اداره کرد. او سرانجام در ایران در گذشت و در باغ شخصی در لارک اراج (حوالی مینی سیتی فعلی) به خاک سپرده شد.
مادام ارفع را نباید با هیلدا ارفع، همسر انگلیسی سرلشکر حسن ارفع اشتباه نمود.